# Nikolaj Bauman
Nikolaj Bauman (russisk: Николай Бауман) er en sovjetisk spillefilm fra 1967 af Semjon Tumanov.

## Medvirkende
- Rodion Aleksandrov som Zotov
- Elina Bystritskaja som Andrejeva
- Igor Dmitriev som Katjalov
- Jefim Kopeljan som Morozov
- Igor Ledogorov som Nikolaj Bauman